# Miguel Nievas Escobar
Miguel Agustín Nievas Escobar (San Miguel de Tucumán, Provincia de Tucumán, Argentina; 4 de marzo de 1984) es un exfutbolista argentino. Se desempeñó como mediocampista central y su primer equipo fue San Martín de Tucumán. Se retiró en el año 2020 jugando para Guaraní Antonio Franco.

## Clubes
| Club                        | País      | Año       |
| --------------------------- | --------- | --------- |
| San Martín de Tucumán       | Argentina | 2004-2010 |
| Juventud Antoniana de Salta | Argentina | 2010-2011 |
| Crucero del Norte           | Argentina | 2011-2014 |
| Central Córdoba (SdE)       | Argentina | 2015      |
| Patronato de Paraná         | Argentina | 2015      |
| Sportivo Belgrano           | Argentina | 2016-2019 |
| Guaraní Antonio Franco      | Argentina | 2020-2020 |

## Palmarés

### Campeonatos nacionales
| Título             | Club                  | País      | Año  |
| ------------------ | --------------------- | --------- | ---- |
| Torneo Argentino B | San Martín de Tucumán | Argentina | 2005 |
| Primera B Nacional | San Martín de Tucumán | Argentina | 2008 |